# 10年物語 〜All Singles of the decade and more〜
『10年物語 〜All Singles of the decade and more〜』（じゅうねんものがたり 〜オール・シングルズ・オブ・ザ・ディケイド・アンド・モア〜）は、Le Coupleのベスト・アルバム。2004年7月22日発売。発売元はポニーキャニオン。

## 解説
藤田隆二・藤田恵美からなる夫婦デュオ（当時）の、『My Special Thanks』（1999.9.17）に続く第2弾ベスト・アルバム。サブ・タイトルが表すように、全シングルA面曲を発売順に並べ、さらに新録音3曲を加えた構成で、正しくはベストというよりシングル・コレクションである。
CD帯のコピーは『「変わらない」は、「止まっている」ではない。しなやかに熟した10年の果実』。歌詞ブックレットには、ヴォーカル・藤田恵美による楽曲ごとのライナーノーツが掲載された。
デュオとしての歌手デビュー曲で "モコ・ビーバ－・オリーブ" のカヴァー「海の底でうたう唄」から、名を一躍有名にした「ひだまりの詩」、トーレ・ヨハンソンのプロデュースによりスウェディッシュ・サウンドを取り入れた「Sofa」、シングルA面曲としては「ひだまりの詩」以来の "水野幸代・日向敏文" コンビによる「逢えてよかった」、二胡などを使用したオリエンタルな作風の「Song of Love」など、シングルA面は全14曲。発売同時は両A面的な扱いだった、「片想いのオレンジ」（「Sofa」のカップリング曲）は未収録となっている。
新曲のうち、「月鏡」はある事件に巻き込まれた愛娘との再会を待つ両親の思いを歌ったナンバー。地球のどこにいても月はひとつだから、月を鏡にして、あなたの姿を写してひと目逢いたい、と歌われている。
「佐世保」はさだまさしに歌詞を提供した楽曲のカヴァー。個性的な言葉選びに定評があるさだから「作詞」の依頼があったことはとても驚きだった、とライナーノーツで語っている。さだまさし版は、アルバム『季節の栖』（1999.6.23）に収録されており、コーラスには小田和正が参加している。尚、佐世保とは長崎県北部の中心都市の地名（項目「佐世保市」参照）。
このアルバムを最後にデュオとしては2005年5月に活動休止。夫婦としても2007年に離婚し活動終了した。なお、藤田隆二は、離婚発表に際するコメントで「デュオは解散でなく、休止としておきたい」と明言しているため、公式に本作品がラスト・アルバムと決定しているわけではない。

## 収録曲
1. 海の底でうたう唄（3:59）
  - 作詞: 尾崎きよみ、作曲: 関口直人、編曲: 佐橋佳幸
2. 夢で待ち合わせしよう（4:10）
  - TBS系『チューボーですよ!』エンディング・テーマ
  - 作詞・作曲: Le Couple、編曲: 佐橋佳幸
3. 7月の感傷（4:11）
  - 作詞・作曲: 奥野秀樹、編曲: 佐橋佳幸
4. My special thanks（4:20）
  - 作詞: 藤田恵美、作曲: 藤田隆二、編曲: 門倉聡
  - カルビー "大地のポテト" CMソング
5. ひだまりの詩（4:10）
  - 作詞: 水野幸代 Yukiyo Mizuno 、作曲・編曲: 日向敏文
  - フジテレビ系TVドラマ『ひとつ屋根の下2』サウンドトラックより。
  - 第48回NHK紅白歌合戦 歌唱曲
  - NHKが2005年に実施した「スキウタ〜紅白みんなでアンケート〜」では、88位にランクインした。
6. Sofa（3:42）
  - 作詞: 藤田恵美、作曲: Ulf Turesson、編曲: Tore Johansson
  - 日本テレビ・読売テレビ製作『心療内科医・涼子』オープニング・テーマ
  - 歌手・平井堅が、コンセプト・ライブ「Ken's Bar」でカヴァーしたことがある[2]。
7. もしもあなたと暮らせたら（5:11）
  - 作詞: 藤田恵美、作曲・編曲: 日向敏文
8. 縁は異なもの（4:31）
  - 作詞: 藤田恵美、作曲: 藤田隆二、編曲: 中西俊博
  - NHK『課外授業 ようこそ先輩』テーマソング
9. 逢えてよかった （September Version）（4:26）
  - 作詞: 水野幸代、作曲・編曲: 日向敏文
  - TBS系TVドラマ愛の劇場『再婚トランプ』主題歌
  - 1998年 赤い羽根共同募金 イメージ・ソング
10. ふたつの夢（4:30）
  - 作詞: 藤田恵美、作曲: 藤田隆二、編曲: 渡辺等
  - 花王「ニュービーズ」CMソング
  - 関西テレビ・フジテレビ系『発掘!あるある大事典』エンディング・テーマ
11. お帰りなさい（4:10）
  - 作詞: 藤田恵美、作曲: 藤田隆二、編曲: 渡辺等
  - テレビ東京系TVドラマ『田舎で暮らそうよ』主題歌
12. ジュリアン（3:46）
  - 作詞: 藤田恵美、作曲: 藤田隆二、編曲: 渡辺等
  - TBS系『はなまるマーケット』エンディング・テーマ
13. 一日の終わりに（4:57）
  - 作詞: 藤田恵美、作曲: 藤田隆二、編曲: 渡辺等
  - 『ザ・ベルクラシック』TV-CFソング
14. Song of Love（5:03）
  - 作詞: 藤田恵美、作曲: 藤田恵美・藤田隆二、編曲: 渡辺等
  - さくらんぼテレビ イメージソング
15. すてきな物語（4:21）
  - 作詞: 藤田恵美、作曲: 藤田隆二、編曲: Le Couple
16. 月鏡（4:14）
  - 作詞: 藤田恵美、作曲: 藤田隆二・藤田恵美、編曲: Le Couple
  - 子どもと再会できる日を待つ、その両親の思いを歌った楽曲。
17. 佐世保（4:03）
  - 作詞: 藤田恵美、作曲: さだまさし、編曲: Le Couple